# Юрик Віктор Сергійович
Юрик Віктор Сергійович (21 листопада 1946, с. Баландине, Кам'янський район, Черкаська обл. — 29 квітня 2012) — український архітектор, художник, педагог. Брат письменника і журналіста Поляна-Пилипа Юрика.

## Життєпис
Віктор Сергійович Юрик народився 21 листопада 1946 року в селі Баландине на Черкащині. Закінчив 9 класів місцевої школи.
З дитинства мріяв про море, 1965 року з відзнакою  закінчив Одеське ПТУ № 17 за спеціальністю «Матрос І класу».
1965—1967 — моряк закордонного плавання на рятувальному буксирі в Одеському морському пароплавстві, потім проходив строкову військову службу на Балтійському флоті (1967—1970). Побував у шістнадцятьох країнах.
1971—1973 — електрик ливарного цеху Кам'янського машинобудівного заводу на Черкащині.
1974—1980 — студент факультету архітектури й керівників студій образотворчого мистецтва Київського інженерно-будівельного інституту. За успішне навчання й громадську роботу деканат нагородив його іменним годинником.
1980—1992 — архітектор у проєктних інститутах Києва. Автор генеральних планів реконструкції й планування сіл багатьох областей України, зокрема, села Шевченкове (Керелівка) Звенигородського району на Черкащині. Був противником спорудження Чигиринської атомної станції. Як архітектор брав участь у громадських слуханнях з цього питання.
Із 1992 року — викладач образотворчого мистецтва й креслення в гімназії «Троєщина» Деснянського району Києва, долучив до мистецтва сотні учнів. Був постійним учасником учнівського драматичного гуртка гімназії. Грав ролі дядька Лева в «Лісовій пісні» Лесі Українки, автора в «Маленькому принці» Екзюпері та інші. Дуже любив твори Тараса Шевченка й Павла Глазового. Читав їх напам'ять під час урочистих вечорів. Обожнював прозу Григора Тютюнника, пісні Володимира Висоцького, сам гарно співав, особливо любив українські народні пісні.
29 квітня 2012 року трагічно загинув у автокатастрофі неподалік від Обухова. Похований у селі Ротмістрівка Смілянського району на Черкащині.

## Творчість
Віктор Юрик — автор понад ста картин. Творчістю захоплювався з дитинства, хлопчиком створював на печі та лежанці мозаїку з насінин кукурудзи й квасолі, ладен був за один день розмалювати в хаті піч.
Багато малював, коли служив на флоті. Любов до моря спонукала його до мариністики — багато картин він потім присвятив саме морським пейзажам («У кільватерному строю», «Балтика. Вечорова тиша»).
В кращих традиціях української народної картини створював сільські пейзажі, малював рідну природу («Яблуні цвітуть — яке ж це чудо!», «На дощ збирається», «Дощ наближається», «Село з церквою»).
Сам обрамляв свої картини. За все життя не продав жодної роботи, даруваі їх людям — друзям, родичам, колегам, знайомим.

## Відзнаки
Нагороджений Почесною грамотою Міністерства освіти України за сумлінне виховання підростаючого покоління, почесними грамотами, дипломами Київського міськуправління й райвідділу освіти за гарну підготовку учнів до олімпіад, Мав подяку та іменний годинник від голови Київської міської державної адміністрації Олександра Омельченка.

## Родина
Дружина Валентина Миколаївна, дочка Наталя, онук Артем.

## Ушанування пам'яті
У жовтні 2012 року в залі фонду Міжнародної асоціації «Допомога сім'ям Чорнобиля» в Києві відбулася меморіальна художня виставка «Недоспівана пісня», яку організували донька Віктора Сергійовича Наталя й дружина Валентина Миколаївна.
Молодший брат Віктора Сергійовича, відомий український письменник і журналіст Полян-Пилип Юрик присвятив світлій пам'яті брата збірку пісень «Калина хортицька» (2012), упорядкував і видав його художній альбом «Романтичный сюжет» (2013), упорядкував електронний альбом «Зима-наречена» (картини Віктора Юрика, поезія Пилипа Юрика).